# 545e division de grenadiers
La 545e division de grenadiers (en allemand : 545. Grenadier-Division ou 545. GD) est une des divisions d'infanterie de l'armée allemande (Wehrmacht) durant la Seconde Guerre mondiale.

## Historique
La 545e division de grenadiers est formée le 10 juillet 1944 comme Sperr-Division 545 dans le Wehrkreis XII en tant qu'élément de la 29. Welle (29e vague de mobilisation).
Elle est affectée en Pologne dans le XI. SS-Armeekorps de la 17. Armee au sein de l'Heeresgruppe Nordukraine.
Elle est renommée 545. Volks-Grenadier-Division le 9 octobre 1944.

## Organisation

### Commandants
| Date                             | Grade        | Commandant   |
| -------------------------------- | ------------ | ------------ |
| 10 juillet 1944 - 9 octobre 1944 | Generalmajor | Otto Obenaus |

## Théâtres d'opérations
- Pologne : Juillet 1944 - Octobre 1944

## Ordre de bataille
- Grenadier-Regiment 1085
- Grenadier-Regiment 1086
- Grenadier-Regiment 1087
- Artillerie-Regiment 1545
  - I. Abteilung
  - II. Abteilung
  - III. Abteilung
  - IV. Abteilung
- Füsilier-Kompanie 545
- Divisionseinheiten 1545